# Pescueza
Pescueza é um município da Espanha na comarca do Vale do Alagón, província de Cáceres, comunidade autónoma da Estremadura. Tem 52 km² de área e em 2021 tinha 138 habitantes (densidade: 2,7 hab./km²). Faz parte da Mancomunidade da Rivera de Fresnedosa.
Anualmente organiza-se ali o "El Festivalino", o festival de música mais pequeno do mundo. Em 2019 teve uma assistência de 10 000 pessoas.

## Demografia
| Variação demográfica do município entre 1991 e 2004 [carece de fontes?] | Variação demográfica do município entre 1991 e 2004 [carece de fontes?] | Variação demográfica do município entre 1991 e 2004 [carece de fontes?] | Variação demográfica do município entre 1991 e 2004 [carece de fontes?] |
| ----------------------------------------------------------------------- | ----------------------------------------------------------------------- | ----------------------------------------------------------------------- | ----------------------------------------------------------------------- |
| 1991                                                                    | 1996                                                                    | 2001                                                                    | 2004                                                                    |
| 271                                                                     | 246                                                                     | 182                                                                     | 176                                                                     |